# Aïn Zitoun
Aïn Zitoun est une commune de la wilaya d'Oum El-Bouaghi en Algérie.

## Géographie

### Situation
| Aïn Fakroun                 | Oum El Bouaghi        | Oum El Bouaghi        |
| El Fedjouz Boughrara Saoudi | Aïn Zitoun            | Fkirina               |
| ? Wilaya de Khenchela       | ? Wilaya de Khenchela | ? Wilaya de Khenchela |

### Localités de la commune
La commune de Aïn Zitoun est composée de 9 localités :
- Draa Tafza
- Foum Anba
- Fedjoudj
- Thniet El Kebch
- Guillif
- Rak Rak
- Cheracher
- M'Zair
- Boual